# NGC 5271
NGC 5271 (również PGC 48477) – galaktyka spiralna z poprzeczką (SBa), znajdująca się w gwiazdozbiorze Psów Gończych. Odkrył ją Édouard Jean-Marie Stephan 22 maja 1881 roku. Jest to galaktyka z aktywnym jądrem typu LINER.